# Campionats del món de ciclocròs de 1986
Els Campionats del món de ciclocròs de 1986 foren la 37a edició dels mundials de la modalitat de ciclocròs i es disputaren el 25 i 26 de gener de 1986 a Lembeek, Halle, Brabant Flamenc, Bèlgica. Foren tres les proves disputades.

## Resultats
| Prova         | Or              | Plata          | Bronze             |
| Cursa elit    | Albert Zweifel  | Pascal Richard | Hennie Stamsnijder |
| Cursa amateur | Vito Di Tano    | Ivan Messelis  | Ludo De Rey        |
| Cursa júnior  | Stuart Marshall | Beat Brechbühl | Wim de Vos         |

## Classificacions

### Classificació de la prova elit
| Pos. | Ciclista           | País          | Temps           |
| ---- | ------------------ | ------------- | --------------- |
|      | Albert Zweifel     | Suïssa        | 1 h 16 min 33 s |
|      | Pascal Richard     | Suïssa        | + 0:38          |
|      | Hennie Stamsnijder | Països Baixos | + 1:15          |
| 4    | Rein Groenendaal   | Països Baixos | + 3:16          |
| 5    | Martial Gayant     | França        | + 3:44          |
| 6    | Paul De Brauwer    | Bèlgica       | + 4:10          |
| 7    | Beat Breu          | Suïssa        | + 4:29          |
| 8    | Frank van Bakel    | Països Baixos | + 5:16          |
| 9    | Patrice Thévenard  | França        | + 5:26          |
| 10   | Robert Vermeire    | Bèlgica       | + 5:36          |

### Classificació de la prova amateur
| Pos. | Cycliste         | Pays           | Temps           |
| ---- | ---------------- | -------------- | --------------- |
|      | Vito Di Tano     | Itàlia         | 1 h 08 min 30 s |
|      | Ivan Messelis    | Bèlgica        | + 1:19          |
|      | Ludo De Rey      | Bèlgica        | + 1:36          |
| 4    | Hans-Ruedi Büchi | Suïssa         | + 2:01          |
| 5    | Damiano Grego    | Itàlia         | + 2:12          |
| 6    | Alain Daniel     | França         | + 2:26          |
| 7    | Dirk Pauwels     | Bèlgica        | + 2:26          |
| 8    | Petr Klouček     | Txecoslovàquia | + 2:37          |
| 9    | Peter Hric       | Txecoslovàquia | + 2:38          |
| 10   | Huub Kools       | Països Baixos  | + 2:50          |

### Classificació de la prova júnior
| Pos. | Cycliste       | Pays           | Temps       |
| ---- | -------------- | -------------- | ----------- |
|      | Stuart Marshal | Regne Unit     | 52 min 05 s |
|      | Beat Brechbühl | Suïssa         | + 0:17      |
|      | Wim de Vos     | Països Baixos  | + 0:24      |
| 4    | Rudy Nagengast | Països Baixos  | + 0:24      |
| 5    | Markus Meier   | Suïssa         | + 0:33      |
| 6    | Marc Janssens  | Bèlgica        | + 0:33      |
| 7    | Kamil Polák    | Txecoslovàquia | + 0:33      |
| 8    | Pavel Camrda   | Txecoslovàquia | + 0:37      |
| 9    | Jens Schwedler | RFA            | + 1:02      |
| 10   | Tomáš Port     | Txecoslovàquia | + 1:14      |

## Medaller
| Pos. | País          | Or | Plata | Bronze | Total |
| 1    | Suïssa        | 1  | 2     | 0      | 3     |
| 2    | Regne Unit    | 1  | 0     | 0      | 1     |
| 2    | Itàlia        | 1  | 0     | 0      | 1     |
| 4    | Bèlgica       | 0  | 1     | 1      | 2     |
| 5    | Països Baixos | 0  | 0     | 2      | 2     |